# Leyendas del Camino de Santiago

Ruta del Camino de Santiago francés

Las leyendas del Camino de Santiago son una serie de relatos narrados desde muy antiguo por los peregrinos que transitaban este camino. Estas historias estaban fundamentadas en relatos de tradición oral relacionados con milagros o vida de santos. Los peregrinos que deciden hacer en tierras españolas el Camino de Santiago francés hasta Compostela pueden elegir dos rutas a partir de los Pirineos:
- la ruta aragonesa desde Somport (en la frontera de Francia con la provincia de Huesca) que entre en Navarra por Sangüesa, y
- la ruta navarra desde Roncesvalles (Navarra).

Son dos vías casi paralelos que van a encontrarse en Puente la Reina (Navarra). A partir de aquí, el camino será ya uno solo.
Muchos de estos peregrinos han recorrido ya por tierras francesas diversas rutas que confluyen en San Juan de Pie de Puerto, último pueblo en territorio francés antes de llegar a la frontera española. Son gentes que llegan desde distintos puntos de Europa, pero que hasta llegar a España van más o menos dispersas. Es a partir de los Pirineos cuando estos caminantes empiezan a encontrarse unos con otros en su andadura, en los albergues (hospitales de antaño), en los monasterios, en las ventas o casas particulares que les dan posada, y en la propia ruta cuando hacen un alto para descansar o comer algo.
Desde la Edad Media hasta la época del siglo XXI estos encuentros han sido atractivos y en muchos casos el origen de una gran amistad. Desde la Edad Media se ha tenido por costumbre contarse los unos a los otros historias, experiencias propias, oraciones y leyendas, estas últimas apoyadas casi siempre en milagros realizados por el «señor Santiago», la Virgen u otros santos queridos y venerados en la Edad Media.
Las leyendas relacionadas con el Camino de Santiago llegaron a ser muy populares entre los peregrinos y divulgadas oralmente, casi siempre en reuniones nocturnas de después de la cena, al amor de la lumbre en los días fríos o bajo las estrellas en el buen tiempo. Muchas de esas leyendas están recogidas en códices de los monasterios, en el Codex Calixtinus de Aymeric Picaud y en otros documentos. Al ser recogidas de una tradición oral, en muchas de ellas se dan distintas versiones y más de una localidad reclama para sí el suceso del milagro. Son muchas las historias, algunas bastante conocidas.

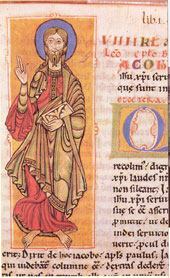
Codex Calixtinus (Liber Sancti Jacobi)

## Codex Calixtinus
El Liber Sancti Jacobi es el texto más antiguo (c. 1140) donde se recogen por escrito muchos de estos relatos. En su versión más completa, el Codex Calixtinus, se distingue cinco libros:
- Libro I: contenido litúrgico
- Libro II: milagros de Santiago
- Libro III: traslación del cuerpo del apóstol a Compostela
- Libro IV: crónica de Turpín
- Libro V: guía del peregrino

Destaca para el caso el segundo de los libros donde se recogen 22 milagros a los cuales se deben añadir otros narrados y dispersos por el resto del códice.

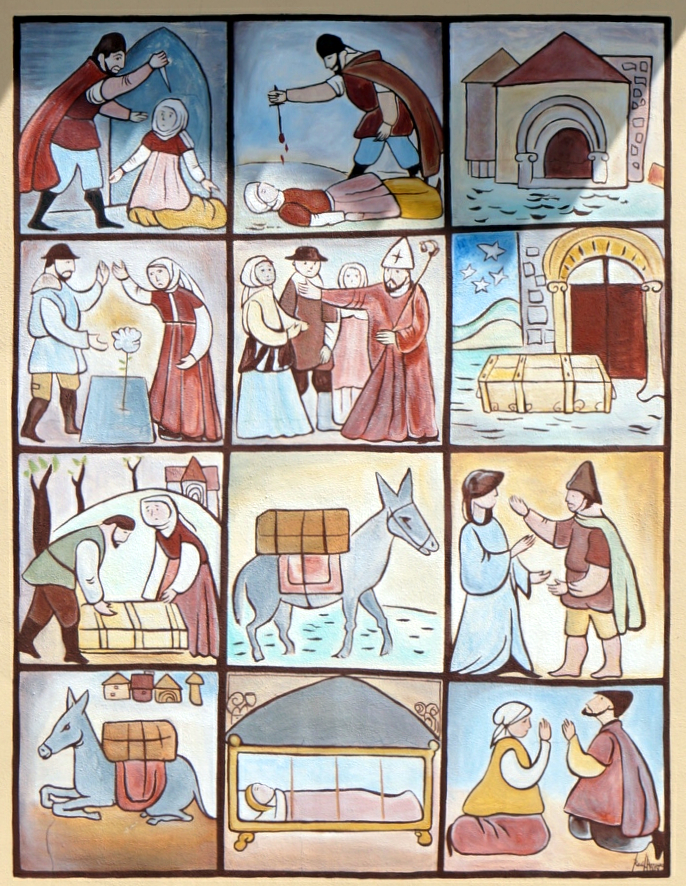
El Misterio de Obanos

## Leyendas españolas

### Leyenda de Fuente Reniega
La acción tiene lugar en el Alto del Perdón, a pocos kilómetros de Pamplona. Tras una larga caminata un peregrino llega a lo más alto sediento y trata de encontrar una fuente de la que tenía noticias sin conseguirlo. En esta situación se le acerca un caminante y le ofrece llevarle hasta la fuente escondida con la condición de que desde ese mismo instante reniegue de Dios, de la Virgen y hasta del mismo Santiago. El peregrino se da cuenta de que el caminante no es otro que el diablo y decide mantener la fe a pesar de lo mal que se encuentra. Y se produce el milagro: Santiago con ropaje de peregrino recoge al moribundo y le traslada a la famosa fuente dándole de beber con su vieira.

### Leyenda del Guillén y Felicia (Misterio de Obanos)

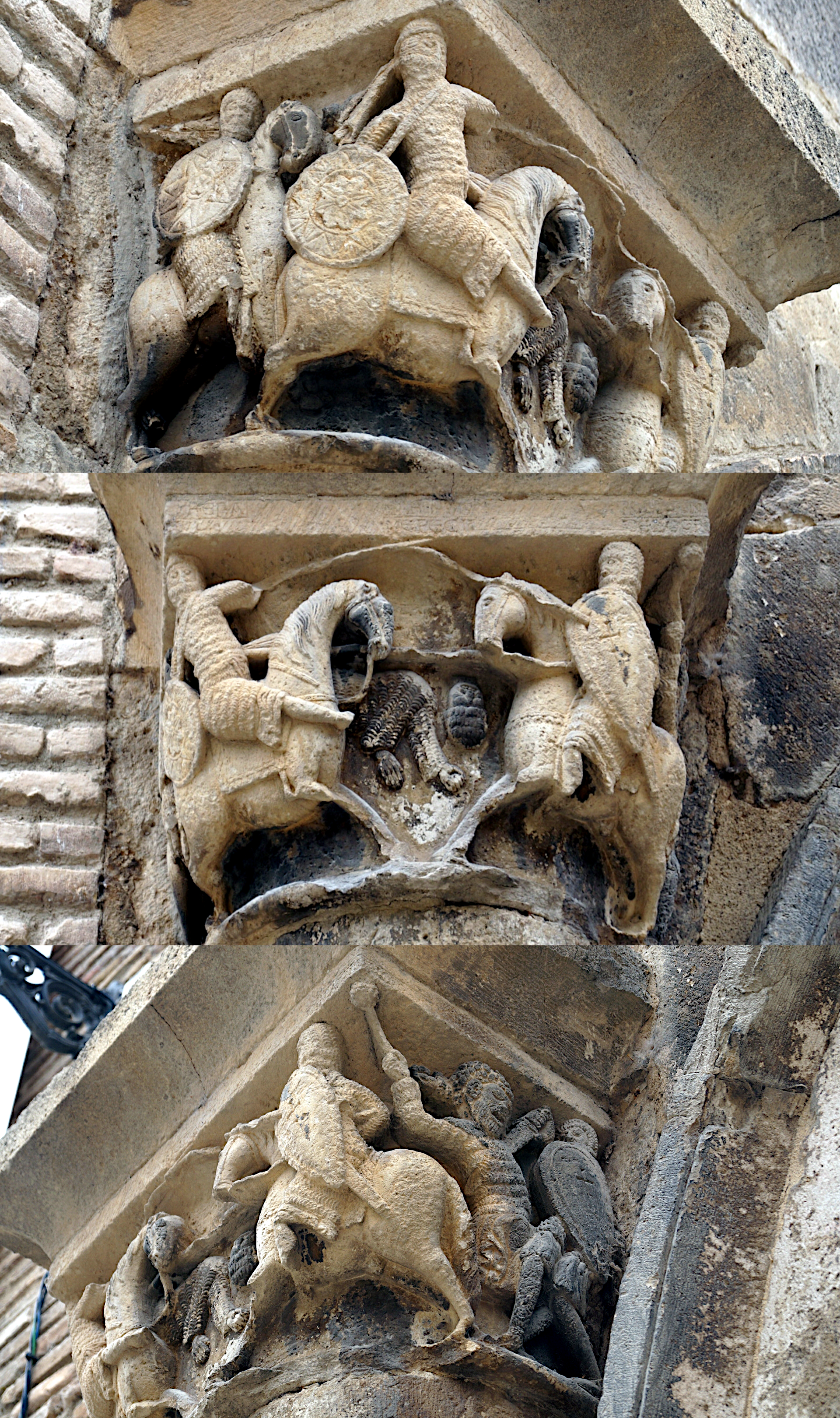
Capitel del combate entre Roldán y Ferragut (Palacio de los Reyes de Navarra, Estella)

Se describe la peregrinación de la princesa Felicia de Aquitania (Francia). Al igual que su leyenda, el guion relata que ésta, a su vuelta, decidió renunciar a su vida palaciega y no volvió a la corte, quedándose anónimamente como sirvienta, entregando de esta forma su vida a Dios, en el señorío de Amocáin (Navarra), actualmente abandonado. Su hermano Guillén (Guillermo), al ver que no regresó, salió en su búsqueda hasta que la encontró. No pudo soportar que Felicia, renegando de su alcurnia, no atendiese a sus razones y, en un ataque de ira, la mató antes que permitir que siguiese viviendo como una vulgar campesina.

### Leyenda del Poyo de Roldán

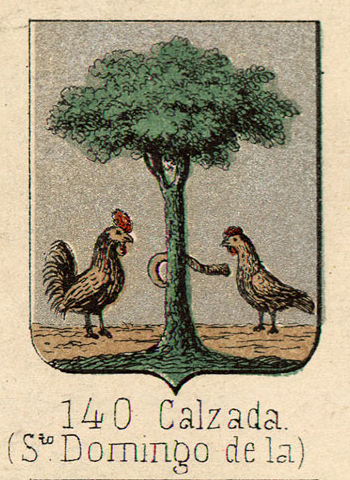
Escudo de Santo Domingo de la Calzada (La Rioja, España)

Por el Camino de Santiago, ya en La Rioja, pasado Navarrete y Tricio, se halla el Poyo de Roldán. Queda a la derecha de la carretera y se trata de una colina (poyo) que tiene su leyenda:
En Nájera existía un castillo edificado en el cerro de la Mota. El señor del castillo era Ferragús, un gigante del que se decía que era descendiente de Goliat pero más fuerte que él. Era temible y bien conocido de las huestes de Carlomagno a las que vencía cada vez que se enfrentaban. Hasta que Carlomagno decidió enviar a su sobrino Roldán con el convencimiento de que lograría vencerle. Cuenta la leyenda que un día Farragús se encontraba descansando en la puerta de su castillo y que Roldán estaba situado en el poyo (o cerro) desde donde dominaba la fortaleza y la figura de su dueño y señor. Tomó una enorme y pesada piedra y con buena puntería la arrojó con la honda a la cabeza del gigante abatiéndolo en el instante. A continuación fueron liberados todos los caballeros prisioneros. La hazaña se difundió con rapidez y desde entonces se llamó Podium o Poyo de Roldán al cerro de los hechos.

### El milagro del gallo y la gallina
Sucedió en Santo Domingo de la Calzada, en La Rioja.
Esta leyenda se empezó a difundir a partir del siglo XIV. Una familia compuesta por los padres y su hijo Hugonell viajaban desde Xanten en Alemania recorriendo el Camino de Santiago. Al igual que todos los peregrinos se iban alojando en los albergues llamados hospitales y también hospederías o en los mesones. En Santo Domingo de la Calzada se hospedaron en un mesón en que trabajaba como sirvienta una muchacha joven que se enamoró y encaprichó de Hugonell a quien llegó a requerir de amores. Pero Hugonell la rechazó. Entonces la criada quiso vengarse y robó una copa de plata que introdujo dentro del zurrón del muchacho y después le acusó de hurto. Este era un delito muy grave que se castigaba con la horca como así sucedió pese a las súplicas de los padres; su único recurso fue rezar y pedir a Santiago algo de consuelo. Cuando estos fueron a despedirse del hijo muerto se encontraron con la asombrosa sorpresa de que su hijo estaba vivo por la intercesión del santo. A continuación fueron a contar la noticia al corregidor de la villa que en ese momento estaba cenando unas aves. Y dice, «Vuestro hijo está tan vivo como este gallo y esta gallina que me disponía a comer antes de que me importunarais.» En ese momento se produjo otro milagro pues las aves saltaron del plato, el gallo cantó y la gallina se puso a cacarear.

### El pajarito Txori o de la Virgen
Sucedió en la ciudad de Puente la Reina, lugar en que confluyen los dos Caminos que vienen desde los Pirineos: el de Somport y el de Roncesvalles.
En el pretil del puente de los peregrinos, en un lugar de difícil acercamiento estaba tallada una imagen de la Virgen. Allí demostraba una gran actividad un pajarillo especialmente los días importantes para la ciudad en que se celebraba una gran fiesta. El pajarillo mojaba sus alas en el agua del río y así lavaba la imagen y después con el pico terminaba la limpieza.

### Los pastores de Estella
El monte del Puy es una de las muchas alturas que rodean la ciudad de Estella en Navarra. Por sus laderas acostumbraban los pastores a llevar a sus ovejas a pastar. En el año 1085 en el trascurso de una de tantas noches pasadas al sereno los pastores vieron asombrados una gran cantidad de estrellas que al parecer caían sobre la cima. Al acercarse al lugar vieron que había una cueva y dentro una imagen de la virgen. A continuación fueron a dar la noticia al párroco que organizó una comitiva de fieles devotos para ir a buscarla pero no pudieron moverla y eso les hizo comprender que la voluntad de dicha imagen era quedarse en ese sitio. Como consecuencia levantaron un santuario en su honor que se llamó santuario de Nuestra Señora del Puy.